# 聖安妮海洋國家公園
4°37′S 55°30′E / 4.617°S 55.500°E
聖安妮海洋國家公園是塞舌爾的國家公園，距離首都維多利亞約5公里，成立於1973年，面積3,887平方公里，最高點海拔高度150米，該地區禁止釣魚和滑水。